# Primula serrata
Primula serrata är en viveväxtart som beskrevs av Johann Gottlieb Georgi. Primula serrata ingår i släktet vivor, och familjen viveväxter. Inga underarter finns listade i Catalogue of Life.